# Ottone II d'Asburgo
Ottone II d'Asburgo (... – 8 novembre 1111) fu conte di Alsazia e conte di Asburgo.

## Biografia
Figlio di Werner II e di Reginlint, alla morte del padre gli succedette nei titoli; Ottone è definito Ottone II dai genealogisti in quanto il primo a portare il suo nome fu suo zio. Fu probabilmente la prima persona a darsi il titolo di conte di Asburgo. Fu anche langravio dell'Alta Alsazia e Landvogt di Muri.
Nel 1108, Ottone accompagnò l'imperatore Enrico V in guerra in Ungheria. Nel 1110 donò all'abbazia di Muri la cappella di San Martino a Boswil. L'8 novembre 1111, venne assassinato da un appartenente alla stirpe dei Uesenberg nel suo castello di Butenheim.

## Matrimonio e figli
Ottone sposò Hilla dei conti di Pfirt della stirpe dei Scarponnois († 1076). Essi ebbero:
- Rodolfo I, morto senza eredi;
- Werner III d'Asburgo;
- Adelaide, che sposò un conte dal nome sconosciuto della stirpe degli Hüneburg in Alsazia.

## Ascendenza
|                         |   |                          | Genitori |  |  | Nonni |  |  | Bisnonni             |  |  | Trisnonni        |  |
|                         |   |                          |          |  |  |       |  |  | Lanzellino d'Asburgo |  |  | Guntram il Ricco |  |
|                         |   |                          |          |  |  |       |  |  | Lanzellino d'Asburgo |  |  | Guntram il Ricco |  |
|                         |   | …                        |          |  |  |       |  |  | Lanzellino d'Asburgo |  |  |                  |  |
| Radbot                  |   |                          |          |  |  |       |  |  | Lanzellino d'Asburgo |  |  |                  |  |
|                         |   | Luitgarda di Nellenbourg | …        |  |  |       |  |  |                      |  |  |                  |  |
|                         |   | Luitgarda di Nellenbourg | …        |  |  |       |  |  |                      |  |  |                  |  |
|                         |   | Luitgarda di Nellenbourg | …        |  |  |       |  |  |                      |  |  |                  |  |
| Werner II d'Asburgo     |   | Luitgarda di Nellenbourg |          |  |  |       |  |  |                      |  |  |                  |  |
|                         |   | …                        | …        |  |  |       |  |  |                      |  |  |                  |  |
|                         |   | …                        | …        |  |  |       |  |  |                      |  |  |                  |  |
|                         |   | …                        | …        |  |  |       |  |  |                      |  |  |                  |  |
| Ida                     |   | …                        |          |  |  |       |  |  |                      |  |  |                  |  |
|                         |   | …                        | …        |  |  |       |  |  |                      |  |  |                  |  |
|                         |   | …                        | …        |  |  |       |  |  |                      |  |  |                  |  |
|                         |   | …                        | …        |  |  |       |  |  |                      |  |  |                  |  |
| Ottone II d'Asburgo     |   | …                        |          |  |  |       |  |  |                      |  |  |                  |  |
|                         | … | …                        |          |  |  |       |  |  |                      |  |  |                  |  |
|                         | … | …                        |          |  |  |       |  |  |                      |  |  |                  |  |
|                         | … | …                        |          |  |  |       |  |  |                      |  |  |                  |  |
| …                       | … |                          |          |  |  |       |  |  |                      |  |  |                  |  |
|                         |   | …                        | …        |  |  |       |  |  |                      |  |  |                  |  |
|                         |   | …                        | …        |  |  |       |  |  |                      |  |  |                  |  |
|                         |   | …                        | …        |  |  |       |  |  |                      |  |  |                  |  |
| Regelinda di Nellenburg |   | …                        |          |  |  |       |  |  |                      |  |  |                  |  |
|                         |   | …                        | …        |  |  |       |  |  |                      |  |  |                  |  |
|                         |   | …                        | …        |  |  |       |  |  |                      |  |  |                  |  |
|                         |   | …                        | …        |  |  |       |  |  |                      |  |  |                  |  |
| …                       |   | …                        |          |  |  |       |  |  |                      |  |  |                  |  |
|                         |   | …                        | …        |  |  |       |  |  |                      |  |  |                  |  |
|                         |   | …                        | …        |  |  |       |  |  |                      |  |  |                  |  |
|                         |   | …                        | …        |  |  |       |  |  |                      |  |  |                  |  |
|                         |   | …                        |          |  |  |       |  |  |                      |  |  |                  |  |